# Betzendorf (Dolna Saksonia)
Betzendorf – miejscowość i gmina położona w niemieckim kraju związkowym Dolna Saksonia, w powiecie Lüneburg. Należy do gminy zbiorowej (niem. Samtgemeinde) Amelinghausen.

## Położenie geograficzne
Betzendorf leży ok. 15 km na południowy zachód od Lüneburga.
Od wschodu i północy sąsiaduje z gminą zbiorową Ilmenau, od południa graniczy z powiatem Uelzen, od zachodu z gminami Rehlingen, Amelinghausen i Oldendorf (Luhe). 
Teren gminy leży we wschodniej części Pustaci Lüneburskiej. Najwyższe wzniesienie na terenie gminy Glüsinger Berg ma wys. 116 m n.p.m.

## Dzielnice gminy
W skład gminy Betzendorf wchodzą następujące dzielnice: Drögennindorf, Glüsingen i Tellmer. 

## Historia
Wiek Betzendorf wskazuje na więcej niż 1 000 lat. Dzielnica Tellmer jest wzmiankowana po raz pierwszy w 988 przez biskupstwo Verden. Wszystkie dzielnice gminy były jeszcze co najmniej do 1252 w posiadaniu tego biskupstwa.
Wieża kościoła w Betzendorfie pochodzi z 1191. W tamtym czasie miała ona również charakter obronny.

## Komunikacja
Do autostrady A250 w Lüneburgu jest ok. 18 km, a do autostrady A7 13 km. Dzielnica Drögennindorf leży przy drodze krajowej B209.  